# Luis Felipe de Palatinado-Simmern

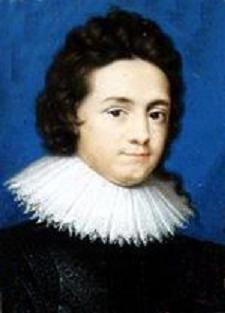
Luis Felipe de Palatinado-Simmern.

Luis Felipe (Heidelberg, Alemania, 23 de noviembre de 1602 - Crossen an der Oder, 6 de enero de 1655) fue príncipe elector de Palatinado-Simmern desde 1610 hasta 1655.
Luis Felipe era el hijo más joven de Federico IV del Palatinado. A la muerte de su padre en 1610, Luis Felipe heredó los territorios alrededor de Simmern, Kaiserslautern y Sponheim. Felipe murió en Crossen y fue enterrado en Simmern.

## Matrimonio y descendencia
Luis Felipe se casó el 4 de diciembre de 1631 con María Leonor de Brandeburgo (1 de abril de 1607 - 18 de febrero de 1675), hija del elector Joaquín Federico I de Brandeburgo y de su segunda esposa, Leonor de Prusia. Tuvo los siguientes hijos:
- Carlos Federico (6 de enero de 1633 - 13 de enero de 1635)
- Gustavo Luis (1 de marzo de 1634 - 5 de agosto de 1635)
- Carlos Felipe (20 de abril de 1635 - 24 de febrero de 1636)
- Luis Casimiro (27 de septiembre de 1636 - 14 de diciembre de 1652)
- Isabel María Carlota (23/24 de octubre de 1638 - 10/22 de mayo de 1664)
- Luis Enrique (11 de octubre de 1640 - 3 de enero de 1674)
- Luisa Sofía Leonor (27 de junio de 1642 - 29 de marzo de 1643)